# Галионка, Афанасий Яковлевич
Афанасий Яковлевич Галионка (1765—?) — русский военный, генерал-майор, участник Наполеоновских войн.

## Биография
Из дворян малороссийской губернии — города Козельца.
1 января 1781 года «вступил в службу значковым товарищем» в Тверской Карабинерный полк, из которого вскоре был переведен в Нежинский Карабинерный полк «войсковым товарищем». В этом полку он был произведен в корнеты в 1784 году, в поручики в 1792 году, в штабс-ротмистры — 24 июля 1799 года и в ротмистры — 27 сентября того же года.
В 1800 году Афанасий Яковлевич был переведен в Кирасирский Козенса полк, а в 1803 году — в Курляндский Драгунский полк, в котором был произведен в 1807 году в майоры.
Участвовал во многих военных походах. С 1 октября 1787 года по 12 июня 1788 года — в Польше, затем в Турецком походе 1788 года до взятия Хотина включительно. В 1789—1791 годах участвовал в Турецкой войне на реке Сальче под Измаилом и под Мачиным. В 1792 году снова находился в Польше. Там 7 июля участвовал в «разбитии польских войск при Дубенке». В 1805—1806 годах был в Пруссии. В компанию 1806—1807 годов находился во всех сражениях и оказал выдающиеся подвиги под г. Морунгеном и м. Пассенгеймом.
27 февраля 1812 года по Высочайшему повелению майор Галионка был переведен в 1-й Оренбургский линейный баталион, а 14 июля того же года — в Ингерманландский драгунский полк. В начале войны находился в отряде генерал-майора Дорохова. 5 августа Афанасий Галионка прибыл в полк и вступил во временное командование полком, вместо раненного при м. Островно полковника Аргамакова 3-го до 22 августа, когда оправившийся от ран командир вновь вступил в командование полком. Накануне Бородинской битвы Ингерманландские драгуны были назначены в конвой главной квартиры и исполняли эту роль до окончания войны с Наполеоном.
В мае 1813 года Галионка, произведенный к этому времени в подполковники вновь назначается командующим Ингерманландским полком. В битве под Лейпцигом Галионка был ранен пулей в левую ногу и за отличия в этом сражении произведен в полковники. За «расторопность и рвение» в сражениях 15, 19 и 20 февраля 1814 года полковник Галионка получил «Всемилостивейшее Его Императорского Величества награждение полным пенсионом полковничьего чина».
С 01.06.1815 по 10.08.1820 — полковник Галионка был командиром Нарвского драгунского полка.
25 июля 1820 года А. Я. Галионка был произведен в чин генерал-майора.

## Награды
- Георгиевский кавалер, № 2132; 26 ноября 1809 года.
- Также награждён орденами Св. Владимира 4-й степени, Св. Анны 2-й степени с алмазами, Золотым оружим «За храбрость», иностранным орденом Pour le Mérite (Пруссия).